# Douglas Lowe
Douglas Gordon Arthur Lowe (ur. 7 sierpnia 1902 w Manchesterze, zm. 30 marca 1981 w Cranbrook w Kent) – brytyjski lekkoatleta średniodystansowiec, dwukrotny mistrz olimpijski.

## Przebieg kariery
Ukończył szkoły Harrow i Highgate. W czasie nauki dał się poznać jako biegacz, wygrywając mistrzostwa szkół w biegu na 880 jardów w 1920. Studiował następnie prawo w Pembroke College w Cambridge. W 1924 po zdobyciu wicemistrzostwa Amateur Athletic Association na 880 jardów, pojechał na Igrzyska Olimpijskie w Paryżu. Głównym faworytem biegów średnich był jego kolega z reprezentacji Henry Stallard, który doznał jednak kontuzji nogi w eliminacjach biegu na 1500 metrów. W finale na tym dystansie Lowe zajął 4. miejsce (Stallard mimo kontuzji zdobył brązowy medal). Kilka dni później Lowe niespodziewanie wygrał finał biegu na 800 metrów ustanawiając rekord Europy wynikiem 1:52,4 s. (Stallard zajął 4. miejsce).
Lowe jako pierwszy obronił tytuł mistrza olimpijskiego na 800 metrów, kiedy wygrał bieg na tym dystansie podczas Igrzysk w 1928 w Amsterdamie (z rekordem olimpijskim 1:51,8 s.). Zajął też wraz z kolegami 5. miejsce w sztafecie 4 × 400 metrów.
Był mistrzem Amateur Athletic Association na 440 jardów i 880 jardów w 1927 i 1928. Pod koniec 1928 zakończył karierę sportową.
Był cenionym prawnikiem, członkiem Inner Temple. a od 1964 sędzią.

## Rekordy życiowe
źródło:
- 440 y – 48,8 s. (1927)
- 800 m – 1:51,2 s. (1928)
- 1500 m – 3:57,0 s. (1924)
- 1 mila – 4:21,0 s. (1925)